# Геттінген (Баден-Вюртемберг)
Геттінген (нім. Hettingen) — місто в Німеччині, знаходиться в землі Баден-Вюртемберг. Підпорядковується адміністративному округу Тюбінген. Входить до складу району Зігмарінген.
Площа — 46,07 км2. Населення становить 1777 ос. (станом на 31 грудня 2020).

## Географія

### Адміністративний поділ
Місто складається з таких районів:
| Герб       | Назва             | Населення (Станом на: 10 лист. 2012) | Площа (Станом на: 31 груд. 2010) | Площа (Станом на: 31 груд. 2010) |
| ---------- | ----------------- | ------------------------------------ | -------------------------------- | -------------------------------- |
| Hettingen  | Геттінген (центр) | 833                                  | 1988 га                          | 19.882.729 м²                    |
| Inneringen | Іннерінген        | 992                                  | 2617 га                          | 26.174.151 м²                    |